# Superperfekte Zahl
Eine natürliche Zahl n wird als superperfekte Zahl bezeichnet, wenn die Summe der Teiler der Summe ihrer Teiler doppelt so groß ist wie die ursprüngliche Zahl n.
Verwendet man {\displaystyle \sigma \,} als Notation für die Teilersummenfunktion, so kann man die Definition wie folgt aufschreiben:
n ist eine superperfekte Zahl genau dann, wenn {\displaystyle \sigma (\sigma (n))=2n.\,}
Die bekannteren vollkommenen Zahlen erfüllen dagegen die Gleichung {\displaystyle \sigma (n)=2n.\,}
Die Frage, ob eine Zahl superperfekt ist, stellt sich bei der Untersuchung der iterierten Teilersummenfunktion (siehe auch Inhaltskette; hier wird jedoch die Abbildung {\displaystyle n\mapsto \sigma (n)-n} iteriert).

## Beispiele und Eigenschaften
Die Zahl 6 hat die Teiler 1, 2, 3 und 6. Die Summe dieser Zahlen ist 12. Die Teiler von 12 wiederum sind 1, 2, 3, 4, 6 und 12, deren Summe 28 ist. Wegen 28 ≠ 2·6 ist 6 keine superperfekte Zahl. Weitere Rechenbeispiele sind:
| Zahl {\displaystyle n} | {\displaystyle \sigma (n)}                | {\displaystyle \sigma (\sigma (n))}         | {\displaystyle 2n} | Superperfekt? |
| ---------------------- | ----------------------------------------- | ------------------------------------------- | ------------------ | ------------- |
| {\displaystyle 2}      | {\displaystyle \sigma (2)=1+2=3}          | {\displaystyle \sigma (3)=1+3=4}            | {\displaystyle 4}  | Ja            |
| {\displaystyle 3}      | {\displaystyle \sigma (3)=1+3=4}          | {\displaystyle \sigma (4)=1+2+4=7}          | {\displaystyle 6}  | Nein          |
| {\displaystyle 6}      | {\displaystyle \sigma (6)=1+2+3+6=12}     | {\displaystyle \sigma (12)=1+2+3+4+6+12=28} | {\displaystyle 12} | Nein          |
| {\displaystyle 8}      | {\displaystyle \sigma (8)=1+2+4+8=15}     | {\displaystyle \sigma (15)=1+3+5+15=24}     | {\displaystyle 16} | Nein          |
| {\displaystyle 10}     | {\displaystyle \sigma (10)=1+2+5+10=18}   | {\displaystyle \sigma (18)=1+2+3+6+9+18=39} | {\displaystyle 20} | Nein          |
| {\displaystyle 16}     | {\displaystyle \sigma (16)=1+2+4+8+16=31} | {\displaystyle \sigma (31)=1+31=32}         | {\displaystyle 32} | Ja            |

Die ersten superperfekten Zahlen sind 2, 4, 16, 64, 4096, 65536, 262144, … (Folge A019279 in OEIS).
Jede gerade superperfekte Zahl hat die Form {\displaystyle 2^{p-1}}, wobei {\displaystyle 2^{p}-1}
eine Mersenne-Primzahl ist (Beispiel: 16 ist superperfekt und 31 eine Mersenne-Primzahl).
Umgekehrt liefert jede Mersenne-Primzahl eine gerade superperfekte Zahl.
Ob es ungerade superperfekte Zahlen gibt, ist nicht bekannt.

## Verallgemeinerung
Superperfekte Zahlen sind – genau wie die vollkommenen Zahlen – Beispiele für Zahlen der Oberklasse von (m, k)-superperfekten Zahlen, welche wie folgt definiert sind:
n ist eine (m, k)-superperfekte Zahl genau dann, wenn {\displaystyle \sigma ^{m}(n)=k\cdot n} gilt.
Vollkommene Zahlen sind somit (1,2)-superperfekt und superperfekte Zahlen (2,2)-superperfekt. Die Mathematiker G. L. Cohen und H. J. J. te Riele halten es für möglich, dass jede Zahl (m, k)-superperfekt ist für geeignete m und k.
Es folgen ein paar Beispiele für verallgemeinerte {\displaystyle (m,k)}-superperfekte Zahlen:
Die Zahl 21 ist eine {\displaystyle (2,3)}-superperfekte Zahl, weil gilt:
{\displaystyle \sigma (21)=1+3+7+21=32}
{\displaystyle \sigma ^{m}(21)=\sigma ^{2}(21)=\sigma (\sigma (21))=\sigma (32)=1+2+4+8+16+32=63}
Es ist aber auch {\displaystyle k\cdot 21=3\cdot 21=63}.
Die Zahl 14 ist eine {\displaystyle (3,12)}-superperfekte Zahl, weil gilt:
{\displaystyle \sigma (14)=1+2+7+14=24}
{\displaystyle \sigma ^{2}(14)=\sigma (\sigma (14))=\sigma (24)=1+2+3+4+6+8+12+24=60}
{\displaystyle \sigma ^{m}(14)=\sigma ^{3}(14)=\sigma (\sigma (\sigma (14)))=\sigma (60)=1+2+3+4+5+6+10+12+15+20+30+60=168}
Es ist aber auch {\displaystyle k\cdot 14=12\cdot 14=168}.
Die Zahl 18 ist eine {\displaystyle (4,20)}-superperfekte Zahl, weil gilt:
{\displaystyle \sigma (18)=1+2+3+6+9+18=39}
{\displaystyle \sigma ^{2}(18)=\sigma (\sigma (18))=\sigma (39)=1+3+13+39=56}
{\displaystyle \sigma ^{3}(18)=\sigma (\sigma (\sigma (18)))=\sigma (56)=1+2+4+7+8+14+28+56=120}
{\displaystyle \sigma ^{m}(18)=\sigma ^{4}(18)=\sigma (\sigma (\sigma (\sigma (18))))=\sigma (120)=1+2+3+4+5+6+8+10+12+15+20+24+30+40+60+120=360}
Es ist aber auch {\displaystyle k\cdot 18=20\cdot 18=360}.
Es folgen weitere Beispiele von (m, k)-superperfekten Zahlen:
| m | k  | (m,k)-superperfekte Zahlen | OEIS-Folge            |
| - | -- | --- | --------------------- |
| 2 | 2  | 2, 4, 16, 64, 4096, 65536, 262144, 1073741824, 1152921504606846976, 309485009821345068724781056, 81129638414606681695789005144064, 85070591730234615865843651857942052864                                                                       | Folge A019279 in OEIS |
| 2 | 3  | 8, 21, 512 | Folge A019281 in OEIS |
| 2 | 4  | 15, 1023, 29127, 355744082763 | Folge A019282 in OEIS |
| 2 | 6  | 42, 84, 160, 336, 1344, 86016, 550095, 1376256, 5505024, 22548578304 | Folge A019283 in OEIS |
| 2 | 7  | 24, 1536, 47360, 343976 | Folge A019284 in OEIS |
| 2 | 8  | 60, 240, 960, 4092, 16368, 58254, 61440, 65472, 116508, 466032, 710400, 983040, 1864128, 3932160, 4190208, 67043328, 119304192, 268173312, 1908867072, 7635468288, 16106127360                                                                  | Folge A019285 in OEIS |
| 2 | 9  | 168, 10752, 331520, 691200, 1556480, 1612800, 106151936, 5099962368 | Folge A019286 in OEIS |
| 2 | 10 | 480, 504, 13824, 32256, 32736, 1980342, 1396617984, 3258775296, 14763499520, 38385098752 | Folge A019287 in OEIS |
| 2 | 11 | 4404480, 57669920, 238608384 | Folge A019288 in OEIS |
| 2 | 12 | 2200380, 8801520, 14913024, 35206080, 140896000, 459818240, 775898880, 2253189120, 16785793024, 22648550400, 36051025920, 51001180160, 144204103680                                                                                             | Folge A019289 in OEIS |
| 3 | k  | 1, 12, 14, 24, 52, 98, 156, 294, 684, 910, 1368, 1440, 4480, 4788, 5460, 5840, 6882, 7616, 9114, 14592, 18288, 22848, 32704, 40880, 52416, 53760, 54864, 56448, 60960, 65472, 94860, 120960, 122640, 169164, 185535, 186368, 194432             | Folge A019292 in OEIS |
| 4 | k  | 1, 2, 3, 4, 6, 8, 10, 12, 15, 18, 21, 24, 26, 32, 39, 42, 60, 65, 72, 84, 96, 160, 182, 336, 455, 512, 896, 960, 992, 1023, 1280, 1536, 1848, 2040, 2688, 4092, 5920, 7808, 7936, 10416, 16352, 20384, 21824, 23424, 24564, 29127, 33792, 41440 | Folge A019293 in OEIS |